# كايل كوك (مغني)
كايل كوك (بالإنجليزية: Kyle Cook)‏ هو عازف قيثارة ومغني أمريكي، ولد في 29 أغسطس 1975 في فرانكفورت في الولايات المتحدة.

## وصلات خارجية
- الموقع الرسمي
- كايل كوك على موقع ميوزك برينز (الإنجليزية)
- كايل كوك على موقع ديسكوغز (الإنجليزية)